# Symphlebia sulphurea
Symphlebia sulphurea là một loài bướm đêm thuộc phân họ Arctiinae, họ Erebidae.